# André Gaboriaud
André Gaboriaud (Gémozac, 1º maggio 1895 – Meschers-sur-Gironde, 23 novembre 1969) è stato uno schermidore francese, vincitore di una medaglia d'argento nella scherma ai giochi olimpici.